# Schuilhoeve
De Schuilhoeve, soms ook het Hervormde Weeshuis, is een voormalig weeshuis in de West-Friese plaats Grootebroek. In het gebouw, in een groot huis met er achter een dubbele stolpschuur, is sinds de 16e eeuw een weeshuis gevestigd. Sinds de jaren 70 van de 20e eeuw heeft het gebouw de functie van leefgroep en sinds 2011 een behandelgroep.

## Geschiedenis
Op de plek van de huidige stolp stond tussen circa 1450 en circa 1570 het Sint Elisabethklooster. De zusters van het klooster hingen de Moderne Devotie aan. De nonnen voorzagen in het klooster in hun eigen onderhoud en hadden geen privébezittingen. Om geld te verdienen weefden zij linnen. Met het stadbestuur van Grootebroek was er een contract getekend dat zij alleen laken voor het klooster zouden maken. In het klooster gaven de zusters ook lessen lezen en schrijven aan de plaatselijke kinderen. Daarnaast zorgden zij ook voor de zieken en armen. Door de Allerheiligenvloed raakte het klooster ernstig verarmd: het verloor door dijkdoorbraken land en in 1572 kwamen de Geuzen in de omgeving van Grootebroek aan. De Geuzen roofden vermoedelijk het vee en de voorraden. De zusters doken rond die tijd onder bij familie en burgers in de omliggende dorpen. 

### Weeshuis
Op 19 februari 1575 stemde Filips II, in naam, toe met het hergebruiken van het (verlaten) klooster als weeshuis. Een dag eerder had het stadsbestuur nog toestemming gevraagd aan de Staten van Holland. De Staten gingen uit naam van stadhouder Willem van Oranje akkoord met het verzoek. Een voorwaarde was wel: de baten van de verkoop van goederen van het klooster, moesten wel ten goede komen aan de wezen en eventuele andere "miserabile" personen. De zusters die nog in het klooster aanwezig waren, zouden ook tot hun dood van het geld gebruik mogen maken. Na de oorlog werd, in opdracht van de Stede Broek, het kloostercomplex verbouwd tot weeshuis, zodat de kinderen die door de oorlog wees waren geworden een plek hadden waar ze opgevangen konden worden. Dit kwam mede doordat het klooster haar financiële verplichtingen niet langer na kon komen. De Stede Broec nam alle schulden over. De stedelijke overheid stelde ook een weesvader en -moeder aan, welke wel getrouwd waren maar geen (inwonende) kinderen hadden, of plannen hadden om kinderen te krijgen.
De boerderij is vermoedelijk sinds ongeveer 1575 in gebruik als weeshuis. Er is ook een nieuw reglement in 1594 geschreven, wat er op kan duiden dat er toen een nieuw gebouw in gebruik werd genomen. Dit gebouw staat op slechts een deel van het oude kloosterterrein. Een ander deel werd in gebruik genomen door de schout, die er zijn woning liet bouwen. Weer een ander deel werd gebruikt voor een "oud mannenhuis". Ondanks een grote brand in 1750 bleef het gebouw als zodanig in gebruik tot de jaren 1970. Vanwege de brand is vrijwel de gehele administratie verbrand. Na herbouw is er ook een nieuw reglement gekomen. In dit reglement uit 1767 staat ook nadrukkelijk vermeld dat de wezen geen "tobak" op de slaapzalen mogen roken. De binnenvader had hier streng op toe te zien.
De periode als weeshuis is opgedeeld in een algemene periode tussen 1575 en 1800 en een hervormde periode van 1848 tot 1957. Na 1957 konden weer kinderen van alle gezindten er opgevangen worden. Een aantal houten delen in het voorhuis stammen nog wel uit de laatste kwart van de 16e eeuw. Het interieur is op 5 oktober 1979 vrijwel geheel uitgebrand, bij deze brand hebben zich geen persoonlijke ongevallen voorgedaan. Het pand werd wel geheel onbruikbaar, waarna de 20 jongens die er woonden ergens anders geplaatst moesten worden. Nadien is het omgebouwd tot opvangplek voor kinderen die niet langer thuis kunnen wonen. De Schuilhoeve heeft die functie tot op heden behouden. 
In de 20e eeuw herinneren alleen de naam Kloostersloot en St. Elisabethstraat nog aan het voormalige klooster.

#### Buitenvaders en -moeders en binnenvaders en -moeders
In 1625 heeft de stadssecretaris B. Ossecoot een reglement uit 1560 overgeschreven. In dit reglement werden de bestuurders al regenten genoemd. Een eerste vermelding van regenten, vier mannen, stamt van 9 januari 1595. Elk jaar trad een van de regenten af en werd vervangen door een ander. De roulatie ging van west naar oost aangaande de woonplaatsen van de regenten. De regenten kwamen uit de vier dorpen die bij de Stede Broek hoorden: Hoogkarspel, Lutjebroek, Grootebroek en Bovenkarspel. In 1631 werden er voor het eerst vier regentessen aangesteld. Ook bij hen kwam er een roulatiesysteem, maar die ging van oost naar west. De regenten en regentessen werden ook wel de buitenvaders en -moeders genoemd, want zij woonden buiten het weeshuis.
De regenten, sinds 1724 de mannen en vrouwen, wezen ook de zogenaamde binnenvader en -moeder aan. Deze vader en moeder staan ook wel bekend als weesvader en -moeder. Dit stel, meestal getrouwd en zij waren verplicht om lidmaat van de Hervormde Kerk te zijn, woonde ook in het weeshuis. Zij hadden de dagelijkse leiding over de kinderen. Het stel mocht geen eigen inwonende kinderen hebben en er mochten ook zeker geen eigen kinderen komen. Tussen 1775 en 1800 was het korte tijd zo dat de weesouders niet getrouwd waren, terwijl weesouders dat normaal juist wel waren. Als een van beide overleed, was het meestal ook zo dat de ander ontslagen werd, of verplicht werd ontslag te nemen. Het stel kreeg jaarlijks een vast bedrag, met gratis kost en inwoning. Mochten de weeshuisouders niet getrouwd zijn, dan werd het bedrag netjes gedeeld waardoor vader en moeder gelijk betaald werden.
Een van de andere taken van de binnenvader en -moeder was het bedienen van de buitenvaders en -moeders tijdens vergaderingen in het weeshuis. De binnenouders dienden de buitenouders ook met respect te groeten, in de voorschriften uit 1769 stond ook expliciet dat het met ongedekt hoofd diende te zijn.

#### Wezen
Het aantal kinderen dat opgenomen kon worden was beperkt. Waar er in Amsterdam en andere grote steden tehuizen waren met honderden wezen, waren het er in Grootebroek hoogstens 20. Bij voorkeur waren dit kinderen van poorters, of op z’n minst was de moeder een poorter. Voor buitenechtelijke kinderen was er één regel: die werden nooit opgenomen in het weeshuis. Hoewel het weeshuis zichzelf hervormd noemde, was er wel degelijk plek voor kinderen van andere christelijke stromingen. Vanaf eind 18e eeuw waren de meeste wezen wel van een Hervormde opvoeding. Er werden toen ook twee meisjes opgenomen die nog wel een vader hadden, maar hij kon als een Katholiek man geen Hervormde opvoeding geven, terwijl hij die afspraak wel had gemaakt met zijn vrouw.
De kinderen die wel werden opgenomen hadden een minimale leeftijd van 4 jaar, jongere kinderen gingen naar de armenvoogden, waren de kinderen ouder dan 10 jaar dan werden zij ook niet meer opgenomen. De wezen moesten na hun 22e het weeshuis verlaten. Een wees kon langer in het tehuis blijven wonen als daar bijzondere omstandigheden voor waren. De wezen kregen tijdens hun verblijf een kleine toelage voor tijdens de jaarmarkt en de kermis. In 1701 ging het om 50 gulden. Het jaar er op kregen ook de binnenvader en -moeder een toelage, waardoor het totaalbedrag 75 gulden werd.
De wezen waren verplicht om, als zij naar buiten gingen, wezenkleding te dragen. De kleding werd in ieder geval voor het eerst genoemd in het reglement van 1767, al was het gebruik veel ouder. Welke kleuren zijn moesten dragen is niet bekend, maar als de twee beeldjes op de voorgevel waarheidsgetrouw zijn, dan droegen zij geheel zwarte kleding. Doorgaans bestond wezenkleding uit kleren in de kleuren van de stad, of met een teken aangebracht op de kleding. Napoleon verbood het gebruik van herkenbare kleding, maar met de oprichting van het Verenigd Koninkrijk der Nederlanden kwam het gebruik vrijwel direct terug. Tot vlak voor de Tweede Wereldoorlog bleef in de kleding nog wel een rode bies tussen de schouder en de linkermouw, waardoor weeskinderen herkenbaar bleven.
De reglementen spreken in het begin niet veel over de wezen, dit komt later pas. In de 18e eeuw waren zij verplicht om op zondag naar de kerk te gaan en op alle dagen het ochtendgebed duidelijk uit te spreken in het bijzijn van de andere wezen. Ook voor en na het middagmaal en het avondgebed moest er gebeden worden. De jongens moesten ook op straat hun pet afnemen voor "ordentelijke" mensen. Na negen uur ’s-avonds mochten zij niet meer naar buiten, tenzij zij nadrukkelijke toestemming van de weesvader hadden en deze de regent die het dichtstbij woonde ervan op de hoogte had gesteld. Het spelen van kaartspellen en vloeken was de wezen nadrukkelijk verboden. De weesmoeder moest er voor zorgen dat elke wees een taak had bij het spinnen en weven van vlas.

#### Na het weeshuis
De wezen kregen tijdens hun verblijf scholing en ook een vakopleiding. De kinderen kregen in een klaslokaal bij de hervormde kerk een soort van basisonderwijs. Dit is bekend, omdat het weeshuis eind 1717 de contributie van de drie voorgaande jaren juist van de hoofdonderwijzer terug kreeg. Tussen 1771 en 1795 werd het schoolgeld betaald door de Stede Broek, vanaf 1795 betaalde het weeshuis zelf.
Het onderwijs stopte rond de tijd dat het kind ongeveer 12 jaar oud was. Na de 12e gingen de kinderen in de leer. Het salaris dat door de jongens werd verdiend ging naar de kas van het weeshuis. De jongens gingen in dienst bij een ambachtsman, in Grootebroek vaak timmerman of schoenmaker, en de meisjes bij een vrouw die hen leerde naaien, of andere taken aanleerde die de meisjes ook in het huishouden nodig zouden hebben.
Voor een enkele voormalige bewoner van het weeshuis werd na een overlijden ook de begrafeniskosten betaald. In een enkel geval werden zelfs de schulden overgenomen.

### Verhuurbedrijf
In 1768 kreeg het weeshuis na overleg met de regenten van Stede Broek, over het nodig hebben van meer inkomsten, een monopolie op het verhuren van rouwkleding. Het weeshuis kwam met dit idee omdat het in onder andere Haarlem ook zo geregeld was. In Haarlem ging het om alle vier de weeshuizen (katholiek, luthers, hervormd en gereformeerd), maar het weeshuis in Grootebroek zou alleen zijn en aan alle gezindten leveren.
Protestantse inwoners van Grootebroek hingen in de periode van rouw een zwart lint aan de woning van de overledene. Katholieken kregen een zwart, houten, kruis voor de woning. Het weeshuis ging deze spullen met rouwkleding en een rouwkleed voor over de kist verhuren. Twee wezen brachten de spullen de ochtend van de uitvaart naar het betreffende huis. Was dit buiten Grootebroek dan moesten de spullen er om 9 uur zijn, was het in Grootebroek dan was het om 10 uur. Het weeshuis was ook bij de uitvaart betrokken, een eventueel rouwkleed werd door de binnenvader bij het binnentreden van de kerk van de kist genomen. Twee wezen bleven bij de kerk om de rouwgoederen weer in ontvangst te nemen en naar het weeshuis terug te brengen.
In het eerste jaar (1769) kocht het weeshuis voor ruim 300 gulden aan materialen in en verhuurde voor 40 gulden. Het besluit om er mee te stoppen werd in 1878 genomen.

## Gebouw

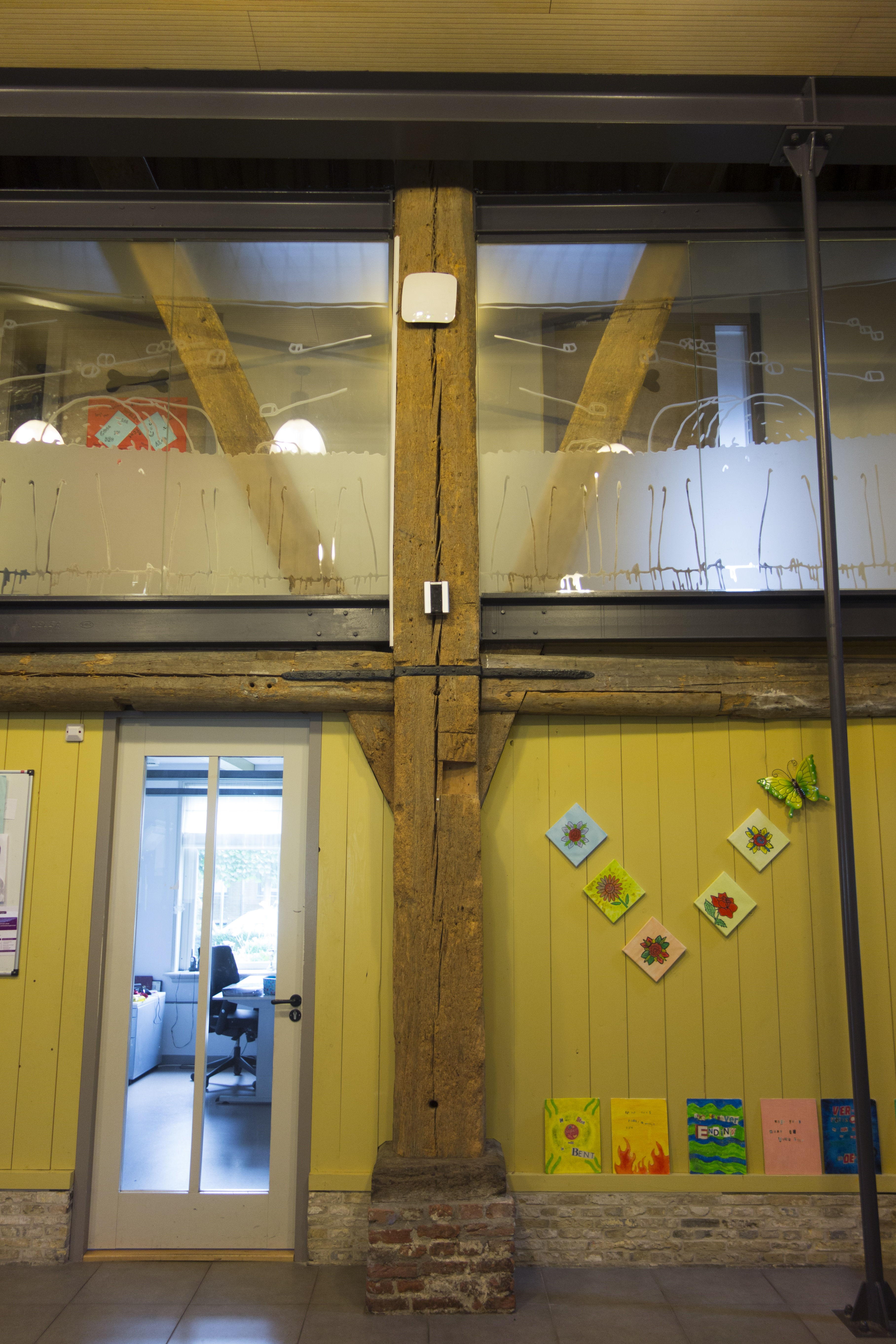
Een van de poten van het vierkanten

### Exterieur
Het weeshuis bestaat uit een vijf traveeën breed pand met daarachter een stolpschuur, met een dubbel houten vierkant. Het voorhuis bestaat uit twee lagen met de nok evenwijdig aan de weg. Twee schoorstenen komen uit de punten van het schilddak. Boven de ingang aan de Zesstedenweg staan twee houten beelden, gemaakt in de 18e eeuw, die weeskinderen voorstellen. De jongen en het meisje zijn gekleed in klederdracht die de wezen uit Stede Broek moesten dragen. Aan de linkerzijgevel staat een poort met daarboven een houten leeuw met het wapen van Grootebroek. In de zijgevel naast deze poort is een gevelsteen geplaatst met daarin het jaartal 1575.
Ten westen en ten zuiden van het weeshuis bevinden zich nog twee tuinen. Dit is alles wat er nog rest van wat ooit een veel groter grondgebied is geweest, waar ook een boerderij bij hoorde. Op de boerderij werden graan en groenten verbouwd voor eigen gebruik. Graan van de boerderij werd naar plaatselijke meelmolen gebracht, in zakken met daarop gemerkte lapjes met WH voor weeshuis, en daarna naar de bakker die er brood van bakte. De boerderij kon niet voldoende voorzien voor eigen gebruik, waardoor er ook bij lokale boeren ingekocht moest worden. Bij de boeren werd ook voer voor de koeien gekocht.

### Interieur
In het voorgebouw zijn nog twee oude kamers aanwezig, waarvan een de regentenkamer was. In deze regentenkamer werd zes jaar na de brand van 1750 een Engelse schoorsteenmantel geplaatst. De originele indeling van de stolp is bij de laatste brand verloren gegaan.

## Bron
- Boon, Piet (2000). Geborgen Wezen. Stichting Hervormd Weeshuis, Grootebroek, pp. 175.